# Praneet Shivaprasad
Praneet Shivaprasad (ur. 17 października 1983 w Londynie) – brytyjski wioślarz.

## Osiągnięcia
- Mistrzostwa Europy – Poznań 2007 – ósemka – 5. miejsce[1].